# The Crown (6.ª temporada)
A sexta e última temporada de The Crown, uma série que acompanha a vida e o reinado da rainha Elizabeth II, estreou em 16 de novembro de 2023 no serviço de streaming Netflix. A temporada é dividida em duas partes, onde a primeira cobre a morte da princesa Diana e a crise que isso trás para a família real, e a segunda parte apresenta os eventos ocorridos no início da década de 2000, tais como o início do relacionamento do príncipe William e Kate Middleton, o Jubileu de Ouro da Rainha e o casamento do príncipe Charles e Camilla Parker Bowles.
A temporada final de The Crown foi anunciada em julho de 2020, após o criador Peter Morgan decidir estender a série para uma sexta temporada, revertendo sua decisão anterior de encerrar a série na quinta temporada.  Os primeiros quatro episódios tiveram estreia marcada para 16 de novembro de 2023, e os seis restantes em 14 de dezembro de 2023. É a única temporada da série produzida após a morte da rainha Elizabeth II em 8 de setembro de 2022.

## Elenco
- Imelda Staunton como Rainha Elizabeth II[9]
  - Viola Prettejohn como a princesa adolescente Elizabeth[10]
  - Claire Foy como a jovem Rainha Elizabeth II
  - Olivia Colman como a Rainha Elizabeth II de meia-idade
- Jonathan Pryce como Príncipe Philip, Duque de Edimburgo, marido de Elizabeth[9]
  - Matt Smith como o jovem Príncipe Philipe (em arquivo de vídeo)
- Lesley Manville como Princesa Margaret, Condessa de Snowdon, irmã mais nova de Elizabeth[9]
  - Beau Gadsdon como a jovem Princesa Margaret[10]
- Dominic West como Charles, Príncipe de Gales, filho mais velho de Elizabeth e Philip e herdeiro aparente[9]
- Olivia Williams como Camilla Parker Bowles, amante de longa data de Charles[11]
- Bertie Carvel como Tony Blair, primeiro-ministro britânico de 1997 a 2007[12]
- Claudia Harrison como Anne, Princesa Real, segunda filha e única filha de Elizabeth e Philip[13]
- Marcia Warren como Rainha Elizabeth, A Rainha Mãe, viúva do Rei George VI, mãe de Elizabeth II e  Margaret[14]
- Khalid Abdalla como Dodi Al-Fayed, amante de Diana que morreu ao lado dela no acidente de carro de 1997[15]
- Salim Daw como Mohamed Al-Fayed, pai de Dodi Fayed[16]
- Elizabeth Debicki como Diana, Princesa de Gales, ex-esposa de Charles[9]
- Ed McVey como Príncipe William de Gales, filho mais velho de Charles e Diana e o segundo na linha de sucessão ao trono britânico[17]
  - Rufus Kampa como o jovem Príncipe William de Gales[17]
- Luther Ford como Príncipe Harry de Gales, filho mais novo de Charles e Diana e o terceiro na linha de sucessão ao trono britânico[18]
  - Will Powell como o jovem Príncipe Harry de Gales[19]
- Meg Bellamy como Catherine Middleton, colega de classe do Príncipe William[17]

#### Participação de Destaque
Os seguintes atores são creditados nos títulos de abertura dos episódios em que desempenham um papel significativo:
- Eve Best como Carole Middleton, mãe de Catherine Middleton

### Recorrente
- Ben Lloyd-Hughes como Mark Bolland, executivo de relações públicas e secretário particular adjunto do príncipe Charles
- Alex Blake como Stephen Lamport, secretário particular do Príncipe Charles
- Lee Otway como Kez Wingfield, um guarda-costas empregado por Dodi Fayed
- Harry Anton como Trevor Rees-Jones, um guarda-costas contratado por Dodi Fayed
- Hanna Alström como Heini Wathén, esposa de Mohamed Al-Fayed
- Lydia Leonard como Cherie Blair, esposa de Tony Blair
- Andrew Havill como Robert Fellowes, secretário particular de Elizabeth e cunhado da princesa Diana[20]
- Jamie Parker como Robin Janvrin, vice-secretário particular de Elizabeth[21]
- Theo Fraser Steele como Timothy Laurence, marido da princesa Anne
- James Murray como Príncipe Andrew, Duque de York, terceiro filho de Elizabeth e Philip[22]
- Sebastian Blunt como Príncipe Edward, filho mais novo de Elizabeth e Philip
- Richard Rycroft como George Carey, o Arcebispo de Canterbury[23]
- Adam Damerell  como Alastair Campbell, estrategista do Partido Trabalhista e conselheiro de Tony Blair
- Charlotte Melia como Anji Hunter, conselheira de Tony Blair
- Blake Ritson como Andrew Gailey, chefe da casa do príncipe William no Eton College
- Tim Dutton como Michael Middleton, pai de Catherine Middleton
- Matilda Broadbridge como Philippa 'Pippa' Middleton, irmã de Catherine Middleton[24]
- Daniel Burt como James Middleton, irmão mais novo de Catherine Middleton

## Episódios
| Parte 1 |    |                                     |                     |                                      |                        |
| 51 | 1  | "Persona Non Grata"                 | Alex Gabassi        | Peter Morgan                         | 16 de novembro de 2023 |
| Em Paris, um carro perseguido por paparazzi entra em alta velocidade no túnel da Ponte de l'Alma e causa um acidente. Oito semanas antes, Diana faz uma visita ao primeiro-ministro Tony Blair para expressar seu desejo de ainda continuar servindo ao país de algum modo, e quando Tony relata isso para a rainha, ela rejeita a ideia expressando que a princesa não precisa se envolver já que não faz mais parte da família real. Diana leva seus dois filhos para passar férias em um iate em Saint-Tropez, na França, a convite de Mohamed Al-Fayed. O príncipe Charles se prepara para dar uma festa do 50º aniversário de Camilla e pede à rainha que compareça a fim de demonstrar uma aprovação por Camilla, mas Elizabeth se recusa. Dodi viaja para Saint-Tropez por insistência de Mohamed, deixando para trás sua noiva, e fica surpreso ao ver Diana. Tentando afastar os fotógrafos para o bem da privacidade de seus filhos, Diana posa de maiô para os paparazzi e faz com que eles vão embora; isso acaba ofuscando a festa de Camilla nos jornais e enfurecendo Charles. Dodi convida a noiva para ir a Saint-Tropez, mas a mantém em um iate menor, longe de Diana. Dodi confidencia a Diana sobre sua reconsideração de seu casamento, e eles se unem por causa do relacionamento difícil com seus pais. Depois de ouvir de Margaret sobre a festa, a rainha diz a Charles que está feliz por ele estar feliz. Dodi afirma a Diana que ela será sempre bem-vinda a Saint-Tropez, quando ela decide voltar para Londres com os filhos. Voltando ao Palácio de Kensington, Diana encontra um convite de Dodi para ir a Paris. |    |                                     |                     |                                      |                        |
| 52 | 2  | "Two Photographs" "Duas Fotos" (BR) | Christian Schwochow | Peter Morgan                         | 16 de dezembro de 2023 |
| A família real é informada de que Diana passou um fim de semana em Paris com Dodi, o que pode pressionar o governo britânico relativamente à sua consistente negação de cidadania a Mohamed. Mohamed consegue tirar fotos de Diana e Dodi se beijando, levando a uma guerra de lances nos jornais. A rainha e Diana são avisadas sobre as fotografias. Diana se despede de William e Harry, que vão ao Castelo de Balmoral para passar um tempo com o príncipe Charles, e viaja para a Bósnia para apoiar a instituição de caridade Landmine Survivors Network. No entanto, o seu trabalho é ofuscado pela publicação das fotografias dela com Dodi. O conselheiro de relações públicas de Charles, Mark Bolland, informa que Dodi está sendo processado por sua noiva por quebra de contrato e o incentiva a contrariar Diana com suas próprias fotografias. Charles convence William e Harry a serem fotografados passando um tempo juntos em Balmoral. A rainha discute o comportamento errático de Diana com o príncipe Philip, mas afirma seu desejo para que a princesa não sofra mais com o assédio da imprensa. Diana retira-se para o sul da França com Dodi. |    |                                     |                     |                                      |                        |
| 53 | 3  | "Dis-Moi Oui"                       | Christian Schwochow | Peter Morgan                         | 16 de novembro de 2023 |
| Diana decide voltar para Londres. Mohamed diz a Dodi que se ele se casar com Diana, fará dele um sócio igualitário em sua empresa. Em Monte Carlo, Diana e Dodi continuam a ser perseguidos por paparazzi. Eles entram em uma joalheria para se refugiar; Dodi pergunta se tem algo que ela gosta e ela aponta um anel da coleção Dis-Moi Oui. Eles se preparam para voltar a Londres, mas Dodi planeja uma parada em Paris. Em Balmoral, o príncipe William atira em seu primeiro cervo durante uma caça. Diana e Dodi continuam a serem perseguidos por paparazzi em Paris e a princesa fica chocada quando Mohamed lhe oferece estadia na Villa Windsor. Diana e Dodi ficam no Hôtel Ritz Paris; durante um telefonema com William e Harry, William pergunta a Diana se ela vai se casar com Dodi e ela nega. Dodi pede Diana em casamento com o anel Dis-Moi Oui, mas ela responde que não está pronta. Eles diagnosticam os problemas um do outro: Dodi diz que ela precisa ir mais devagar ao dedicar-se ao trabalho e Diana diz que ele precisa se afastar de Mohamed. Dodi decide voltar para seu apartamento; ele, Diana e o guarda-costas de Diana, Trevor Rees-Jones, entram em um carro nos fundos do hotel, dirigido pelo funcionário do hotel, Henri Paul. Perseguidos por paparazzi em alta velocidade durante a madrugada parisiense de 31 de agosto de 1997, o carro acaba se chocando em um dos pilares do túnel da Ponte de l'Alma. |    |                                     |                     |                                      |                        |
| 54 | 4  | "Aftermath" "Consequências" (BR)    | Christian Schwochow | Peter Morgan                         | 16 de novembro de 2023 |
| Diana morre devido ao acidente, junto com Paul e Dodi. Mohamed Fayed viaja a Paris para recuperar o corpo de Dodi. A rainha Elizabeth II, o príncipe Philip e o príncipe Charles ficam sabendo da morte de Diana em Balmoral e ficam chocados; Charles dá a notícia a William e Harry na manhã seguinte. Mohamed decide devolver os bens de Diana à família real e escreve para eles. Charles voa para Paris com as duas irmãs de Diana, Sarah e Cynthia Jane, para acompanhar o caixão da falecida princesa de volta ao Reino Unido; ele tem uma visão de Diana e expressa arrependimento por ter contribuído na infelicidade dela. De volta a Balmoral, Charles conta à rainha e ao príncipe Philip sobre as reações do povo e pressiona por uma resposta mais pública. Mohamed coloca Dodi para descansar; ele descobre que o palácio não respondeu às suas cartas. Mohamed tem uma visão de Dodi, na qual cada um lamenta os erros um do outro. William deixa Balmoral sem avisar ninguém e retorna quatorze horas depois. A família real enfrenta uma reação pública negativa devido à sua resposta silenciosa. A rainha tem uma visão de Diana, na qual a princesa pede para ela acabar com a visão do povo de que ambas eram inimigas. Elizabeth então concorda com um funeral cerimonial para Diana e em viajar para Londres. Por fim, os príncipes Philip, Charles, William e Harry, e o irmão de Diana, Charles Spencer, caminham atrás do cortejo fúnebre da princesa no dia 6 de setembro, e a rainha Elizabeth faz um discurso na televisão prestando uma homenagem a ex-nora. |    |                                     |                     |                                      |                        |
| Parte 2 |    |                                     |                     |                                      |                        |
| 55 | 5  | "Willsmania"                        | May el-Toukhy       | Jonathan Wilson & Peter Morgan       | 14 de dezembro de 2023 |
| Após a morte de Diana, Charles luta para se conectar com William, agora com 15 anos. William insiste em retornar imediatamente ao internato no Eton College e se dedicar aos estudos, apesar das garantias de que poderá ir devagar. Ele começa a receber cartas de fãs e reações entusiasmadas de multidões de meninas em eventos oficiais, o que ele acha desconfortável. Mais tarde, ele relutantemente se junta a Charles e Harry em uma visita oficial ao Canadá. Durante férias para esquiar em Whistler, British Columbia, William diz a Charles que "odeia" a imprensa e as multidões. Charles diz à rainha e a Philip que acha que William está lutando para lidar com a morte de Diana. William é convidado para tomar chá com a rainha e Philip, mas é recebido por Charles. Ele acusa Charles de levar Diana à morte. Philip se encontra com William e propõe que sua frustração está no legado deixado por sua mãe, mas como ele não pode ficar com raiva dela, ele fica com raiva de Charles. William visita Charles e eles se abraçam enquanto Philip observa. Mais tarde, William visita o túmulo de sua mãe em Althorp. |    |                                     |                     |                                      |                        |
| 56 | 6  | "Ruritania"                         | Erik Richter Strand | Daniel Marc Janes & Peter Morgan     | 14 de dezembro de 2023 |
| As primeiras semanas do bombardeamento da Jugoslávia pela NATO durante a Guerra do Kosovo resultaram em poucos progressos, fazendo com que o primeiro-ministro Tony Blair propusesse uma invasão terrestre, mas o presidente dos EUA, Bill Clinton, está relutante em enviar tropas americanas. Blair viaja pelos EUA e faz um discurso para reunir a opinião pública americana, fazendo com que Clinton mudasse de ideia, resultando na retirada das forças do presidente iugoslavo Slobodan Milošević do Kosovo. Com Blair continuando a gozar de maior popularidade do que a rainha, a rainha pede a Blair que procure maneiras de modernizar a monarquia. As propostas de Blair incluíam a redução de cargos na Royal Household e a redução de cerimónias como a Abertura do Parlamento. Após entrevistar as pessoas que ocupam esses cargos, a rainha decide não prosseguir com as propostas. No entanto, seu secretário particular, Robert Fellowes, renuncia para dar lugar a Robin Janvrin. Blair sofre um revés quando o seu discurso num evento do Women's Institute é questionado. |    |                                     |                     |                                      |                        |
| 57 | 7  | "Alma Mater"                        | May el-Toukhy       | Jonathan Wilson & Peter Morgan       | 14 de dezembro de 2023 |
| Durante o Natal de 1996, a adolescente Kate Middleton e sua mãe Carole Middleton têm um breve encontro com William e Diana. Carole percebe que Kate está apaixonada por William. Três anos depois, William se forma em Eton e, após tirar um ano sabático, matricula-se na Universidade de St. Andrews para estudar história da arte. Ele percebe Kate, uma estudante popular, fazendo o mesmo curso, e fica atraído por ela. Ele puxa conversa com ela, que inicialmente vai bem, mas depois a ofende acidentalmente, fazendo com que ela saia furiosa. Mais tarde, ele pede desculpas, mas fica desapontado ao descobrir que ela agora tem um namorado. Kate leva o namorado para conhecer a família no Natal, mas a mãe diz que ela pode fazer melhor. Kate acusa sua mãe de tentar arranjá-la com William, sugerindo que ela mudasse de universidade para St. Andrews e participasse das mesmas atividades de ano sabático que ele. Carole diz a Kate que William está pensando em deixar a universidade. Kate envia uma mensagem de texto para William pedindo-lhe para não sair. |    |                                     |                     |                                      |                        |
| 58 | 8  | "Ritz"                              | Alex Gabassi        | Meriel Sheibani-Clare & Peter Morgan | 14 de dezembro de 2023 |
| No Dia da Vitória na Europa em 1945, as princesas Elizabeth e Margaret juntam-se à multidão em festa do lado de fora do Palácio de Buckingham e dirigem-se ao Hotel Ritz. Elizabeth se aventura em uma boate no térreo, onde dança jazz com militares americanos; Margaret a vê e fica chocada com sua despreocupação. Em 1998, Margaret sofre um acidente vascular cerebral durante as férias em Mustique e volta para casa, na Inglaterra, onde seus médicos lhe disseram que ela deveria parar de beber e fumar e passar por uma reabilitação física. Margaret, volta a fumar e beber às escondidas e mais tarde sofre outro derrame durante as férias no Caribe, onde ao retornar para Londres, Elizabeth a faz uma visita no hospital claramente comovida. Na festa de aniversário de 70 anos de Margaret no Ritz, ela começa a contar a história da noite dela e de Elizabeth em 1945, mas Elizabeth a impede e faz um discurso comovente sobre como sua irmã é importante para ela. A saúde de Margaret piora ao longo dos anos e ela acaba tendo um terceiro derrame. Um epílogo revela que a princesa Margaret, Condessa de Snowdon, morreu durante o sono no dia 9 de fevereiro de 2002, aos 71 anos. |    |                                     |                     |                                      |                        |
| 59 | 9  | "Hope Street"                       | Erik Richter Strand | Jonathan Wilson & Peter Morgan       | 14 de dezembro de 2023 |
| Mohamed Al-Fayed faz uma entrevista na TV e apresenta uma teoria conspiratória contra a família real, acusando-os de terem mandado assassinar a princesa Diana e Dodi. Ele alega que Diana estava noiva e grávida de Dodi e isso faz com que a Operação Paget se inicie. William comparece a um desfile universitário de moda no qual Kate desfila; os dois dão seu primeiro beijo. A Rainha Elizabeth, a Rainha-Mãe morre aos 101 anos de idade no Royal Lodge, deixando a Rainha Elizabeth II abalada e com o sensação de estar sozinha após perder a mãe e a irmã. Os príncipes Charles, William e Harry chegam a serem entrevistados por autoridades para contribuir no inquérito aberto sobre a morte de Diana. O primeiro-ministro Blair pede para que a rainha faça com que William participe do Jubileu de Ouro dela, como uma estratégia de revitalizar a imagem da realiza para o público, já que William demonstra ser mais simpático e carismático; Elizabeth conversa com William e nota que ele está farto tanto da imprensa como da atenção do público e ela pede para que ele não participe do Jubileu; ambos então falam sobre o relacionamento dele com Kate. As descobertas na Operação Paget revelam que as teorias de Mohamed estavam erradas e isso faz com que ele seja exilado do Reino Unido. William visita a família de Kate em Berkshire, e eles assistem juntos ao Jubileu, William rapidamente menciona que sua avó, a Rainha, só era melhor compreendida pela Princesa Margaret e pela Rainha Elizabeth, a Rainha-Mãe, mas que infelizmente elas não estão mais por perto para apoiá-la, logo em seguida, o príncipe percebe que sua presença no Palácio de Buckingham naquele momento seria importante para a rainha, e vai embora. Passado o Jubileu de Ouro da Rainha, William se muda com Kate para Hope Street com dois colegas, antes do novo ano letivo começar no St. Andrews. |    |                                     |                     |                                      |                        |
| 60 | 10 | "Sleep, Dearie, Sleep"              | Stephen Daldry      | Peter Morgan                         | 14 de dezembro de 2023 |
| A rainha Elizabeth II está prestes a fazer 80 anos e visando uma futura morte, seus assessores e funcionários iniciam um planejamento para o seu funeral, nomeando de Operação London Bridge. O príncipe Philip também faz o mesmo para ele e decide criar a Operação Forth Bridge. Tony Blair sofre com uma onda de protestos devido ao seu posicionamento em relação à Guerra do Iraque. Charles expressa a rainha que o melhor seria Blair renunciar o cargo; ele também fala sobre se casar com Camilla e pede a aprovação de sua mãe. William, Kate, Harry e alguns amigos compram fantasias para ir numa festa e Harry escolhe um uniforme militar com uma suástica nazista na manga; William diz que é ofensivo e Kate sugere que ele esconda, mas na festa Harry deixa o símbolo aparecer por desatenção. Fotos são vazadas para a impressa e Harry sofre críticas. Reflexiva sobre uma possível morte próxima, a rainha começa a pensar na possibilidade de abdicar a favor de Charles, mas ela tem visões de duas versões de seu eu mais jovem persuadindo-a a não fazer tal coisa. A rainha após consultar os arcebispos da Igreja Anglicana, permite que Charles se case com Camilla, mesmo Harry não demonstrando apoio e William concordando pelo bem da monarquia. A cerimônia de casamento ocorre em Windsor em abril de 2005, sendo considerado um sucesso. Apesar das dúvidas, a rainha se mantém esperançosa por um futuro melhor para a monarquia. |    |                                     |                     |                                      |                        |

## Produção

### Desenvolvimento
Embora a série tenha sido inicialmente planejada para durar seis temporadas, em janeiro de 2020 o criador Peter Morgan anunciou que a série terminaria com a quinta temporada. Em julho de 2020, Morgan reverteu sua decisão e anunciou que a série terminaria com uma sexta temporada conforme planejado originalmente, dizendo: "Quando começamos a discutir o enredo da 5ª temporada, logo ficou claro que, para fazer justiça à riqueza e complexidade da história, deveríamos voltar ao plano original e fazer seis temporadas. Para ser claro, a 6ª temporada não nos aproximará dos dias atuais - simplesmente nos permitirá cobrir o mesmo período com mais detalhes."

### Filmagens
As filmagens da temporada começaram no início de setembro de 2022, mas foram interrompidas após a morte da rainha Isabel II em 8 de setembro de 2022 no Castelo de Balmoral na Escócia. As filmagens foram retomadas na semana seguinte, mas foram interrompidas novamente no dia do funeral da Rainha, em 19 de setembro de 2022. As filmagens terminaram em 21 de abril de 2023.

### Controvérsia do "Fantasma de Diana"
Pouco depois de lançar o teaser da 6ª temporada em 9 de outubro de 2023, a Netflix entrou em polêmica depois que uma fonte do programa descreveu uma cena da nova temporada, detalhando como a princesa Diana voltaria como um fantasma para aparecer na frente de seu ex-marido, Charles, e a rainha Elizabeth II após sua morte em um acidente de carro em 1997 em Paris, na França. Após a reação, um porta-voz da Netflix falou à mídia, afirmando que: “Essas conversas imaginadas, sensíveis e atenciosas, buscam dar vida à profundidade da emoção que foi sentida depois que uma tragédia sísmica atingiu o coração da família”.

## Lançamento
A temporada final está programada para estrear em duas parcelas: os primeiros quatro episódios serão lançados em 16 de novembro de 2023, e os seis restantes em 14 de dezembro de 2023. O trailer da primeira parte foi lançado em 26 de outubro de 2023.

## Recepção Crítica
De acordo com o agregador de críticas Metacritic, o primeiro volume da temporada recebeu "críticas geralmente favoráveis", com base em uma pontuação média ponderada de 61 de 100 com 29 críticas. No Rotten Tomatoes, 55% das 62 avaliações são positivas e a avaliação média é de 6,2/10. O consenso dos críticos do site afirma: "A atuação assustadora de Elizabeth Debicki foi certeiro como Princesa de Gales, mas a temporada final de The Crown muitas vezes parece ser um reinado que ultrapassou o seu auge." A BBC informou que os primeiros quatro episódios "dividiram os críticos, mas muitos rejeitaram" no Reino Unido, enquanto as críticas francesas os elogiaram amplamente.As atuações do elenco, especialmente as de Debicki, Staunton e West, foram amplamente elogiadas, inclusive pelos críticos que avaliaram a temporada de forma mais negativa.
Em uma crítica bem-sucedida para o Newsday, Verne Gay elogiou os quatro episódios, apresentando "uma imagem coesa e profundamente comovente" das últimas horas de Diana e Dodi, com elogios particulares à representação humana, em vez da representação mais difamada de Dodi. Escrevendo para a Variety, Aramide Tinubu afirmou que, ao retratar o relacionamento de Diana como "uma amizade reconfortante que apenas começou a florescer", o programa leva os espectadores a refletir sobre as escolhas da família real britânica, justapostas ao estoicismo da monarca reinante e à adesão à tradição, que, segundo a crítica, fez com que a monarquia fosse percebida como "semelhante a uma relíquia". Carol Midgley, do The Times, escreveu que, apesar de algumas "imaginações desajeitadas" dos personagens, a maioria das performances foram "excelentes" e o programa ainda era "uma peça de televisão atraente com valores de produção muito altos que faz você querer ver mais". Kristen Baldwin, da Entertainment Weekly, achou que o romance de Diana e Dodi e suas mortes em Paris foram retratados com uma "abordagem melancólica, cuidadosa e contida". Lacy Baugher do Paste deu à primeira parte da temporada uma pontuação de 7,2 de 10 e considerou-a uma "excelente minissérie de Diana", mas questionou sua adequação como temporada final, que inicialmente tinha escopo mais amplo e ambições maiores, devido a sua aparente simplicidade ou sua tendência potencial para retratar Charles de uma forma "extremamente amigável".  Em uma crítica mista para o The Independent, Nick Hilton opinou de forma semelhante que a série deixou pouco a dizer "sobre o que significa ser britânico" à medida que se aproxima de sua conclusão.
Revendo o primeiro volume para o The Guardian, Lucy Mangan deu uma nota em cinco, descrevendo a "série obcecada por Diana" como "a própria definição de escrita ruim", apesar das "atuações brilhantes de todo o elenco". Ela criticou particularmente as cenas de "Diana Fantasma", que "faz parte do que agora é simplesmente uma peça grosseira e baseada em números de produção cinematográfica, com um roteiro que mal aspira à elaboração, muito menos à arte, mais". Caryn James, escrevendo para a BBC Culture, disse que a série "não conseguiu corrigir as terríveis falhas da última temporada", marcando dois em cinco.